# Kevin Vermaerke
Kevin Vermaerke (Rancho Santa Margarita, California, 16 de octubre de 2000) es un ciclista profesional estadounidense que compite con el equipo Team Picnic PostNL.

## Trayectoria
Empezó su carrera en 2019 con el Hagens Berman Axeon y esa misma temporada ganó la Lieja-Bastoña-Lieja sub-23. En agosto del año siguiente se unió al Team Sunweb como stagiaire y firmó un contrato por tres años con el mismo equipo a partir de 2021.

## Palmarés
2019
- Lieja-Bastoña-Lieja sub-23

## Resultados en Grandes Vueltas y Campeonatos del Mundo
| Carrera         | Carrera         | 2019 | 2020 | 2021 | 2022 | 2023 | 2024 |
| --------------- | --------------- | ---- | ---- | ---- | ---- | ---- | ---- |
|                 | Giro de Italia  | —    | —    | —    | ―    | ―    | 29.º |
|                 | Tour de Francia | —    | —    | —    | Ab.  | 61.º | —    |
|                 | Vuelta a España | —    | —    | —    | —    | —    | ―    |
| Mundial en Ruta | Mundial en Ruta | —    | —    | —    | —    | 20.º | 19.º |

—: no participa
Ab.: abandono

## Equipos
- Hagens Berman Axeon (2019-2020)
- Team Sunweb (stagiaire) (2020)[1]
- DSM/Picnic (2021-)
  - Team DSM (2021-2023)[5]
  - Team dsm-firmenich (2023)
  - Team dsm-firmenich PostNL (2024)
  - Team Picnic PostNL (2025-)